# Gift Motupa
Gift Motupa (23 de setembro de 1994) é um futebolista profissional sul-africano que atua como meia, atualmente defende o Orlando Pirates.

## Carreira
Motupa fez parte do elenco da Seleção Sul-Africana de Futebol nas Olimpíadas de 2016.